# Tulipa micheliana
Tulipa micheliana är en liljeväxtart som beskrevs av Johannes Marius Cornelis John Hoog. Tulipa micheliana ingår i släktet tulpaner, och familjen liljeväxter. Inga underarter finns listade.